# Sambirobyong (Kayen Kidul)
Sambirobyong is een bestuurslaag in het regentschap Kediri van de provincie Oost-Java, Indonesië. Sambirobyong telt 2943 inwoners (volkstelling 2010).